# پرستوها بلانه برمیگردند
پرستوها به لانه برمی‌گردند فیلمی به کارگردانی و نویسندگی مجید محسنی محصول سال ۱۳۴۲ است.

## خلاصه داستان
علی، کشاورزی است که دومین فرزند خود را بر اثر کمبود امکانات درمانی از دست می‌دهد. تصمیم میگیرد تنها پسرش جلال را برای تحصیل به تهران بیاورد . جلال باهمه تلاشهای پدر جهت طی کردن دوره پزشکی به خارج از کشور می رود و پس از فارغ التحصیلی شیفته خارج کشور شده و برای پدر مینویسد که قصد برگشتن به کشور را ندارد . علی در نامه ایی پر از اندوه مشتی خاک وطن را برای جلال می فرستد ....

## بازیگران
- مجید محسنی
- آذر شیوا
- جواد قائم‌مقامی
- غلامحسین نقشینه
- محسن دماوندی
- جعفر توکلی
- سیمین علی‌زاده
- محسن میلانی
- طاطایی
- فریبا محسنی
- عباس حداد
- امینی
- اسدی
- ملکی
- هاشمی